# Johannes Menz
Johannes Menz (* 1. November 1773 in Eiterfeld; † 18. März 1865) war ein deutscher Finanzbeamter und Abgeordneter.

## Leben
Menz war der Sohn des Johannes Aquilinius Menz und dessen Ehefrau Maria Margaretha. Er war katholischer Konfession und heiratete Christina Weishahn, die Tochter des Hofrates Johann Franz Weishahn.
Menz studierte Rechtswissenschaften in Fulda und wurde dort Rechtspraktikant. Am 2. März 1798 wurde er zum Amtsadvokaten ernannt. Zum 18. Februar 1800 wurde er Rechnungsrevisor und Aktuar bei der Hospital-Kommission und am 20. September 1800 Wirklicher Assessor bei der Hofrentkammer in Fulda mit Sitz und Stimme unter Beibehaltung der Geschäfte beim Adeligen Konvent und bei der Hospital-Kommission. Nach 1803 erhielt er den Titel Finanzrat. Um 1830/1833 wird er als Geheimer Finanzrat in Wasserlos genannt.
Vom 11. Oktober 1810 bis zum 28. Oktober 1813 war er Mitglied der Ständeversammlung des Großherzogtums Frankfurt für das Departement Fulda und den Stand der reichen Kaufleute und Fabrikanten. Nach der Bildung der Kurhessische Ständeversammlung 1831 wurde er zum Abgeordneten gewählt, die Wahl jedoch nicht anerkannt. 1833 wurde er dann Mitglied der dritten Kurhessischen Ständeversammlung für die Städte Hünfeld und Salmünster.